# Villaviudas
Villaviudas ist ein nordspanisches Dorf und eine Gemeinde (municipio) mit 366 Einwohnern (Stand: 2024) in der Provinz Palencia in der Autonomen Gemeinschaft Kastilien-León.

## Lage und Klima
Villaviudas liegt in der Region Tierra de Campos auf der kastilischen Hochebene in einer Höhe von ca. 745 m. Die Provinzhauptstadt Palencia befindet sich mit ihrem Stadtzentrum etwa 17 Kilometer (Fahrtstrecke) westnordwestlich. Der Río Pisuerga begrenzt die Gemeinde im Nordwesten. 
Das Klima im Winter ist durchaus kalt, im Sommer dagegen warm bis heiß (Jahresdurchschnittstemperatur 11,7 °C). Die eher spärlichen Regenfälle (ca. 518 mm/Jahr) fallen überwiegend im Winterhalbjahr.

## Bevölkerungsentwicklung
| Jahr      | 1970 | 1981 | 1991 | 2001 | 2011 | 2021 |
| Einwohner | 366  | 257  | 210  | 169  | 396  | 355  |

## Sehenswürdigkeiten

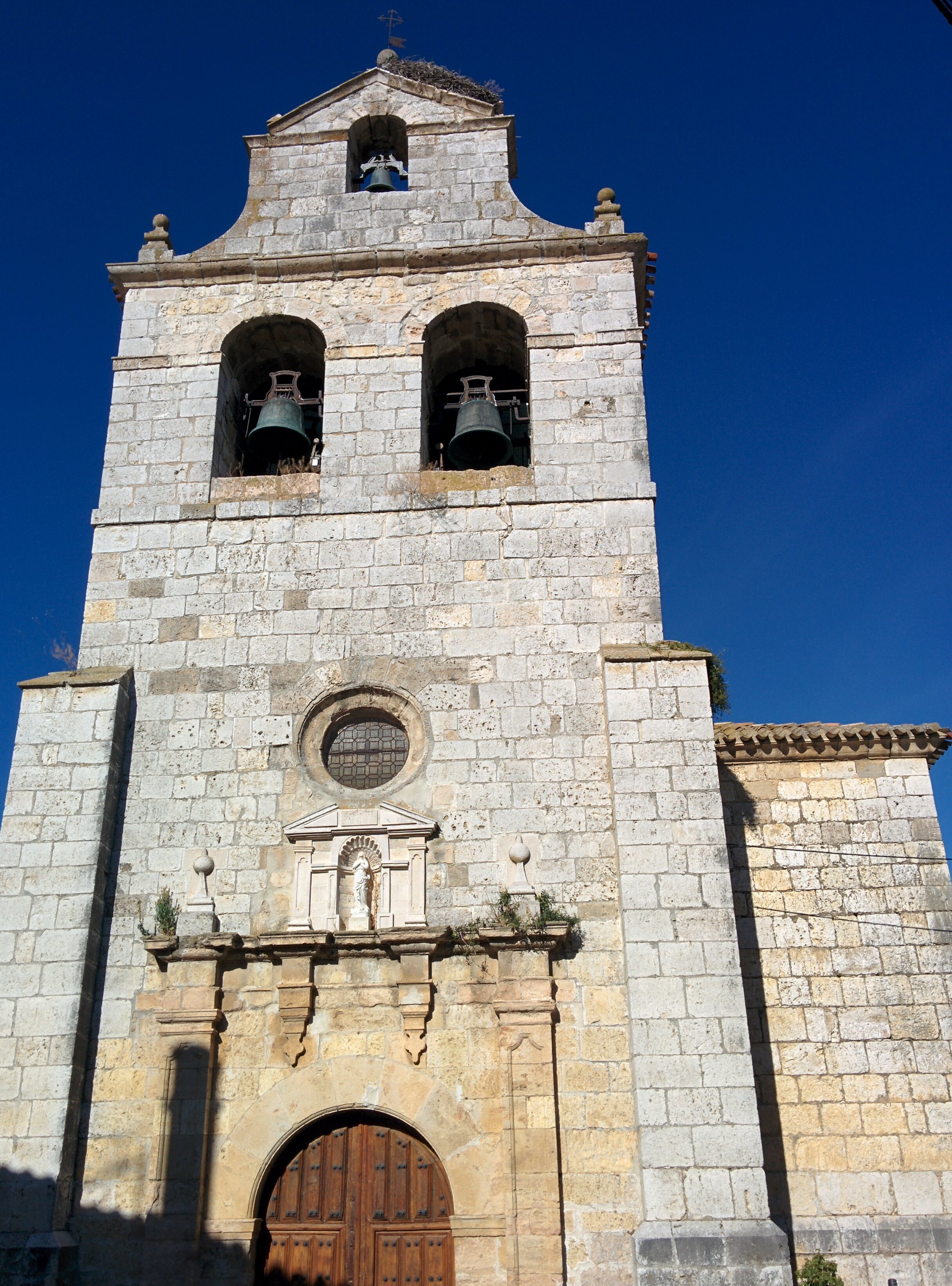
Kirche Mariä Himmelfahrt
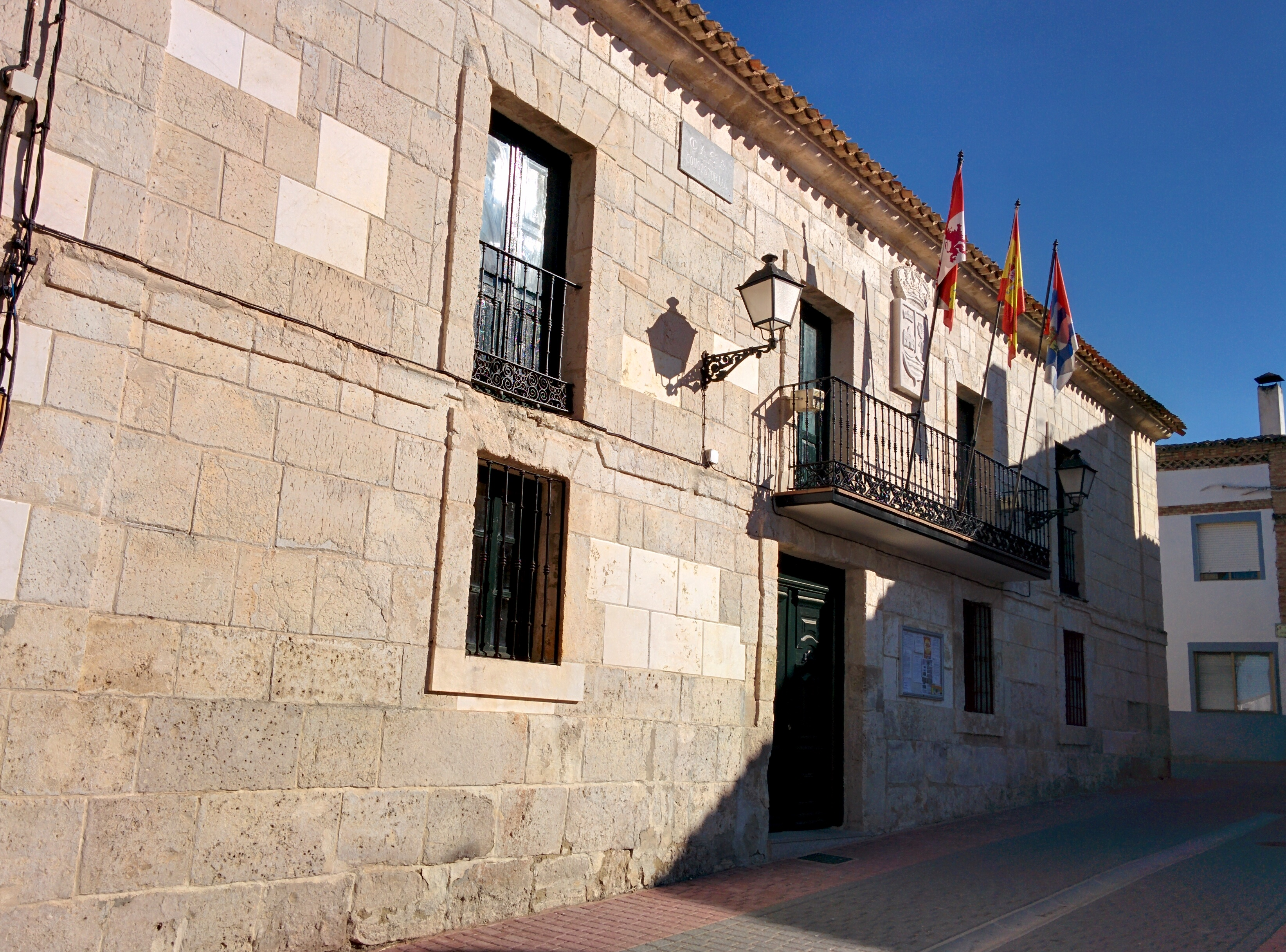
Rathaus

- Kirche Mariä Himmelfahrt
- Rathaus